# Ontario Highway 402
Der Ontario Highway 402 beginnt an der Grenze zu den Vereinigten Staaten am St. Clair River und endet am Ontario Highway 401 bei London. Er hat eine Gesamtlänge von 91 km und ist Bestandteil des National Highway Systems.

## Streckenführung

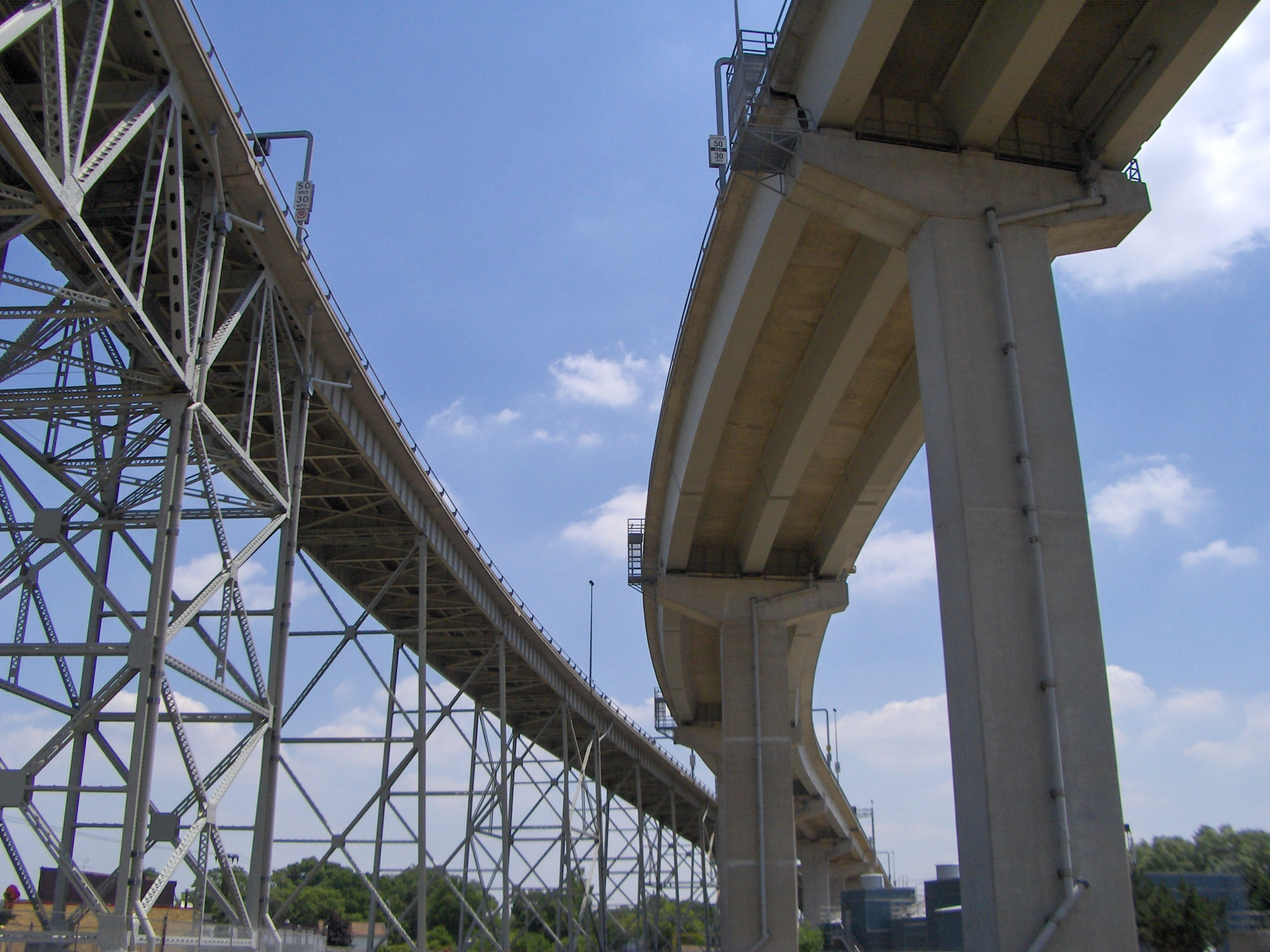
Die alte und die neue Blue Water Bridge

Die Strecke beginnt an der Grenze zu den Vereinigten Staaten an der Blue Water Bridge, die westliche Verlängerung ist der Interstate 69 nach Detroit und Interstate 94 nach Flint. Die Grenze wird hier täglich von durchschnittlich 4400 Trucks überschritten. Das westliche Ende des Highways liegt in Point Edward, von dort aus führt der Highway in westlicher Richtung. Direkt an Point Edward schließt Sarnia an. Der Highway führt mitten durch die Stadt, im Osten der Stadt zweigt Highway 40 nach Süden hin ab. Östlich dieser Abzweigung liegt der Sarnia Chris Hadfield Airport, der durch Highway 402 an den Straßenverkehr angeschlossen ist.
Der Highway führt streng in östlicher Richtung, bis er an die nördliche Stadtgrenze von Strathroy-Caradoc stößt, ab dort verläuft die Route in südöstlicher Richtung. Südlich von London trifft der Highway auf Highway 401, der von Windsor nach Toronto führt.

## Geschichte
Die ersten Planungen für die Route wurden 1938 begonnen. Nach Bau der Blue Water Bridge wurde das westliche Teilstück begonnen, kriegsbedingt wurde der Abschnitt bis Sarnia jedoch erst 1953 fertiggestellt. 1957 wurde beschlossen, die Route bis zum Highway 401 zu verlängern. Nach kleineren Vorarbeiten wurde jedoch erst 1968 die endgültige Route festgelegt, der Baubeginn verzögerte sich bis 1972. Der Bau nahm einige Zeit in Anspruch, so dass erst 1982 die komplette Strecke fertiggestellt wurde.